# Chiesina Uzzanese
Chiesina Uzzanese är en ort och kommun i provinsen Pistoia i regionen Toscana i Italien. Kommunen hade 4 547 invånare (2018).